# Mari Boine

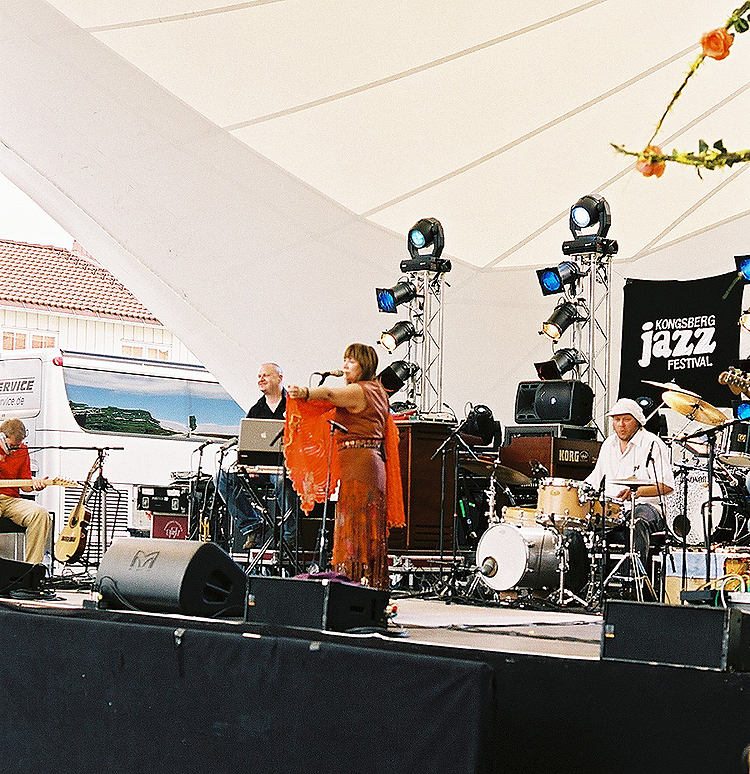
Mari Boine en el Festival de Jazz Kongsberg, 2007.

Mari Boine, anteriormente conocida como Mari Boine Persen (8 de noviembre de 1956), es una cantante noruega perteneciente a la etnia de los saami, conocida por haber combinado el rock y el jazz con la música yoik de su pueblo natal. Su primer éxito fue «Gula Gula», estrenado en 1989, y continuó grabando álbumes populares a lo largo de los noventa.

## Historia
Mari Boine creció en Gámehisnjárga, una pequeña localidad establecida en la ribera del río Anarjohka en la municipalidad de Karasjok, Finnmark, al norte de Noruega. Sus padres eran saami y se mantenían de la pesca del salmón y del cultivo. Mari se crio inmersa en el ambiente natural de la región, pero también en medio del estricto movimiento cristiano que posibilitaba la discriminación hacia su gente; por ejemplo, cantar en el tradicional estilo yoik era considerado como una obra del diablo. Además, la escuela local a la que asistía reflejaba un mundo completamente diferente del de su familia, pues todo lo que se enseñaba ahí estaba en noruego. 
Al crecer, Mari comenzó a rebelarse contra la situación de ser considerada como una mujer inferior para la sociedad noruega por ser lapona. Por ejemplo, el folleto incluido en su primer disco, 'Leahkastin', critica irónicamente el racismo, pues está ilustrado con fotografías con leyendas como 'Típica mujer lapona', 'Un lapón bien nutrido' y éste termina con una fotografía de ella con el título de: 'Mari, una de las toscas niñas laponas'.
En 1994 se le solicitó que interpretara para las Olimpiadas de Invierno, sin embargo, se negó a hacerlo debido a que percibió esta invitación como un intento para atraer a las minorías a la ceremonia sin un interés verdadero.
En el 2003, Bloine fue premiada con el Premio de Música del Consejo Nórdico. Del mismo modo, el 18 de septiembre de 2009 fue nombrada “caballero” por la Real Orden de San Olav gracias a su diversidad artística.
Sus canciones están fuertemente influenciadas por su experiencia de pertenecer a una minoría discriminada. Un ejemplo de esto se advierte en su canción 'Oppskrift for Herrefolk' de su CD 'Gula Gula', la cual se encuentra en noruego, a diferencia de todas las demás canciones que están interpretadas en saami, la cual habla directamente acerca del odio y la discriminación e irónicamente recomienda formas para oprimir a las minorías. 'Utiliza la Biblia y la bayoneta'; 'Utiliza los artículos de la ley en contra de los derechos naturales'. Sus otras canciones son más positivas, generalmente tratan de la belleza de la tierra lapona. El título de la pista 'Gula Gula' le solicita al oyente recordar que 'la Tierra es nuestra madre'.
Mari canta en el tradicional estilo folklórico de los lapones, por lo que modula su voz y la acompaña con una amplia gama de instrumentos y percusión. En 'Gula Gula', por ejemplo, los instrumentos que se utilizan son tambores, guitarra, clarinete eléctrico, dozo n'koni, ganga, darboka, timbal, clarinete, piano, saz, bosoki, flauta, campanas, bajo, quena, charango y antara.

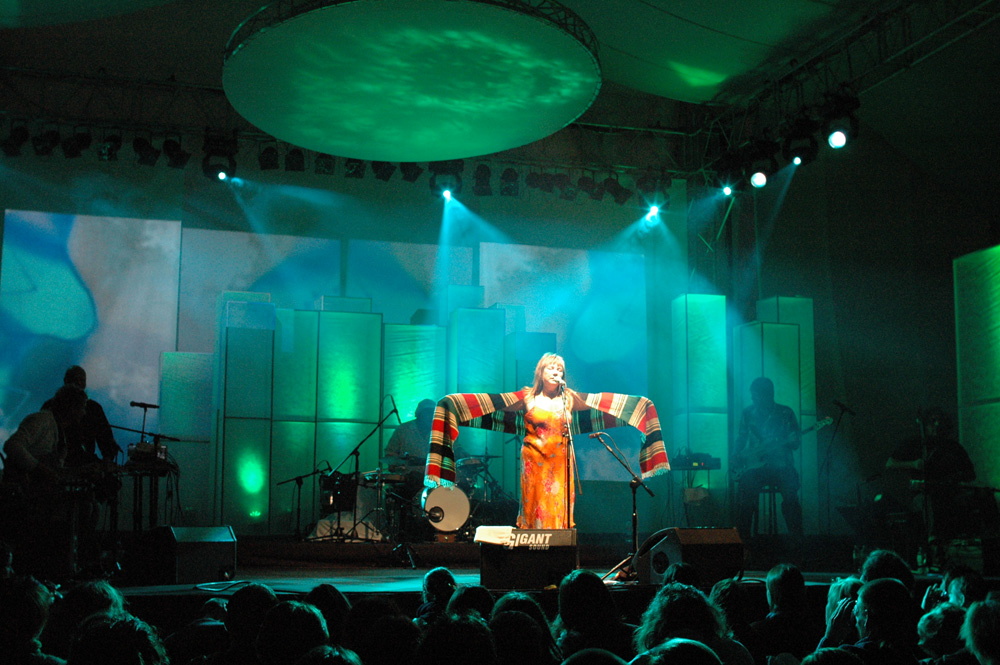
Mari Boine en Warsaw, septiembre2007

## Discografía

### Jaskatvuođa maŋŋá / Etter stillheten / Después del silencio (1985)
A.1. Alla Hearra Guhkkin Oslos
A.2. Oktavuohta
A.3. Ceavlas Galbma Garvvuid Sis(te)
A.4. Mearrasapmelazzii
A.5. Sii Navccahuhttet Mu
B.1. Idja Lea Mannan
B.2. Anuheapmi
B.3. Koffor E Det Sa Stille
B.4. Na Darvanii Jahkku *
B.5. Oainnat Go Mo Cuvggoda Dal

### Gula Gula / Hør stammødrenes stemme / Escucha las voces de los antepasados (1989)
1. Gula Gula (Escucha las voces de los antepasados)
2. Vilges Suola (Ladrón blanco)
3. Balu Badjel Go Vuoittán (Cuando gane contra el miedo)
4. Du Lahka (Cerca de ti)
5. It Šat Duolmma Mu (Libre al fin)
6. Eadnan Bakti (A la mujer)
7. Oppskrift For Herrefolk ('Receta para una carrera maestra')
8. Duinne (A ti)

Canciones extra en la edición del 2005: 
1. Oarbbis Leat
2. Cuovgi Liekkas
3. Gula Gula - Chilluminati Mix

### Goaskinviellja / Ørnebror / Hermano águila (1993)
1. Čuvges Vuovttat, Duođalaš Čalbmi (El cabello de la luz, ojo solemne)
2. Sámi Eatnan Duoddarat (Las tierras sami meciéndose en la tundra)
3. Modjás Kátrin (Katrin, la que sonríe)
4. Dás Áiggun Čuožžut (Sin mí)
5. Dolgesuorbmagežiiguin (Un toque emplumado)
6. Skádja (La resonancia)
7. Goaskinviellja (Hermano águila)
8. Ráhkesvuođain (Empluma al mundo)
9. Mu Áhkku (Mi abuela)
10. Ále Ále Don (No te vayas…tú no)

### Leahkastin / Desplegado (1994)
1. Gumppet Holvot (El aullido de los lobos)
2. Ále Šat (No más)
3. Čuovgi Liekkas (Calor radiante)
4. Áhččai (A mi padre)
5. Maid Áiggot Muinna Eallin (¿Qué es lo que quieres vida?)
6. Mielahisvuohta (Locura, locura)
7. Gilvve Gollát (Siembra tu oro)
8. Gulan Du (Escuchádote)
9. Vuolgge Mu Mielde Bassivárrái (Ven conmigo a la montaña secreta)
10. Mun Da'han Lean Oaivámuš (Sólo cuando tuve...)
11. Dá Lean Mun (Aquí estoy)

### Calor radiante (1996)
(Compilación de 'Goaskinviellja' y 'Leahkastin')
1. Goaskinviellja (Hermano águila)
2. Ale Sat (No más)
3. Cuovgi Liekkas (Calor radiante)
4. Skádja (Resonancia)
5. Cuvges Vuovttat, Duodalas Calbmi (El cabello de la luz, ojo solemne)
6. Modjás Kátrin (Katrin, quien sonríe)
7. Mielahisvuohta (Locura, locura)
8. Gilvve Gollát (Siembra tu oro)
9. Gulan Du (Escuchándote)
10. Vuolgge Mu Mielde Bassivárrái (Ven conmigo a la montaña secreta)
11. Ráhkesvuodain (Empluma al mundo)
12. Mu Ahkku (Mi abuela)
13. Ale Ale Don (No te vayas…tú no)

### Eallin / Vida (1996)
(grabado en vivo)
1. Mielahisvuohta (El estado de la mente cuando tu intelecto está desconectado)
2. Dás Áiggun Čuožžut (Sin mí)
3. Orbina (El huérfano)
4. Gula Gula (Escucha la voz de los antepasados)
5. Modjás Katrin (Katrin, quien sonríe)
6. Eco (Eco)
7. Skádja (Resonancia)
8. Vuolgge Mu Mielde Bassivárrái (Ven conmigo a la montaña secreta)
9. It Šat Duolmma Mu (Libre)
10. Dutjne (A ti)

### Bálvvoslatjna / El cuarto del culto (1998)
1. Eallin (Vida)
2. Beaivvi Nieida (Hija del Sol)
3. Risten
4. Girdi Olmmái / Geaidi Nissun (Hombre águila / Las mujeres cambiantes)
5. Álddagasat Ipmilat (Dioses de la naturaleza)
6. Oarjjabeal Beaivvi Ja Mánu (El oeste del Sol y la Luna)
7. Mu Váhkar Lásse (Mi joven)
8. Alit Go Buot Várit (Más alto que todas las montañas)
9. Don It Galgan (No deberás)
10. Etno Jenny (Etno Jenny)

### Invierno en Moscú (2001)
(Mari Boine conInna Zhelannaya y Sergey Starostin)
1. Dás Áiggun Cuožžut (Aquí me mantendré de pie)
2. Pjesna Ljesorubov (Canción de los leñadores)
3. Korridorsangen (La canción del corredor)
4. Sjestra Maja Notsj (La noche es mi hermana)
5. Vozlje Tvojej Ljobvi (Cerca de tu amor)
6. Odinotsjestvo-Sestritsa (Hermana soledad)
7. Roahkkadit Rohtte Luodi, Mánázan (¡Con orgullo, mi hijo!)
8. Balada O Gorje (Balada del dolor)

### Gávcci Jahkejuogu / Ocho temporadas (2002)
1. Boađan Nuppi Bealde (Vine del otro lado)
2. (Reagákeahtes) (Canción para el no-nacido)
3. Sáráhka Viina (El vino de Sáráhka)
4. Guovssahasaid Ájagáttis (Por la fuente de Aurora)
5. Sielu Dálkkas (Medicina del alma)
6. Mu Váibmu Vádjul Doppe (Himno)
7. Beaivelottáš (Mariposa)
8. Liegga Gokčas Sis' (En una manta de calidez)
9. It Dieđe (Nunca sabes)
10. Duottar Rássi (La flor de la tundra)
11. Silba Várjala (Permite que la plata proteja)
12. Bottoža Dáhtun (Déjame descansar)

### Idjagieđas / I Nattens Hand / En la mano de la noche (2006)
1. Vuoi Vuoi Mu (Vuoi Vuoi yo)
2. Idjagieđas (En la mano de la noche)
3. Suoivva (La sombra)
4. Gos Bat Munno Čiŋat Leat? (¿A dónde se fueron nuestros colores?)
5. Mu Ustit, Eŋgeliid Sogalaš (Mi amigo de la tribu ángel)
6. Davvi Bávttiin (En las caídas del norte)
7. Lottáš (Pequeño pájaro)
8. Diamántta Spáillit (Reno de diamante)
9. Geasuha (Irresistible)
10. Áfruvvá (La sirena)
11. Uldda Nieida (Niña Uldda)
12. Fápmodálkkas (Gran medicina)

### Kautokeino-opprøret (2008)
Banda sonora de la película Kautokeino-opprøret.
1. Elen Skum
2. Válddi vuoigna (El espíritu del poder)
3. Deaivideapmi (Confrontación)
4. Doaivut ja vuoimmehuvvat (Esperanza y derrota)

### Čuovgga Áirras / Sterna Paradisea (2009)
1. Lene Májjá
2. Ipmiliin hálešteapmi (Conversación con Dios)
3. Soagŋosilbbat (Joyería)
4. Soria Moria Palássa (El palacio de Soria Moria)
5. Čuovgga áirras (Sterna Paradisea)
6. Claudiinna lávlla (La canción de Claudine)
7. Skealbma (El travieso)
8. Iđitveiggodettin (Amanecer)
9. De mana, ráhkásan (A mi hija)
10. Lihkahusat (Embelesado)
11. Go idja nuossala (Cuando la noche casi termina)

### También aparece en
- La guía para principiantes de Escandinavia (conjunto de tres discos, 2011)

Con Jan Garbarek
- Doce lunas (ECM, 1992)
- Mundo visible (ECM, 1995)